# Carrer de Pere IV

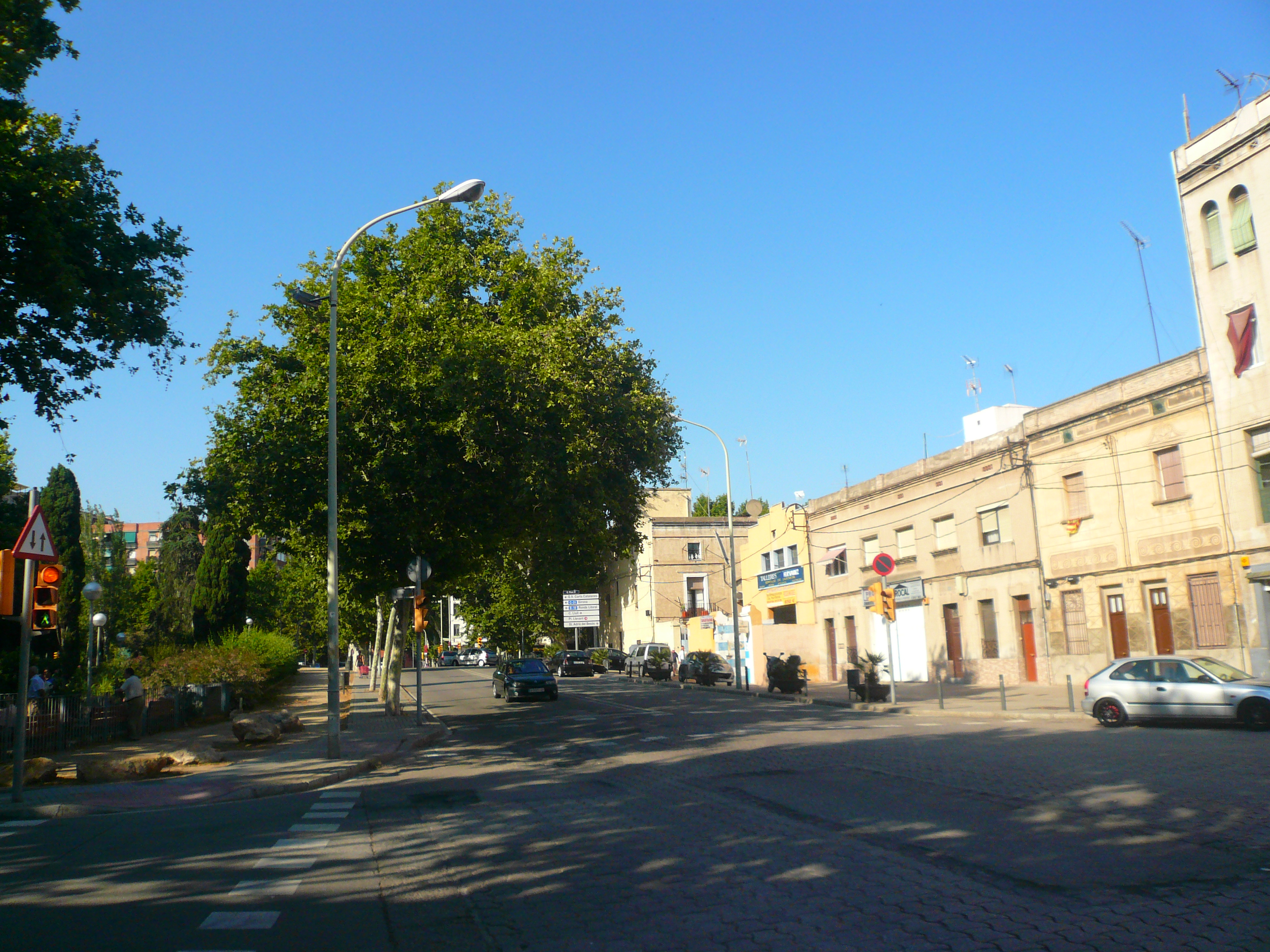
Plàtans al carrer Pere IV

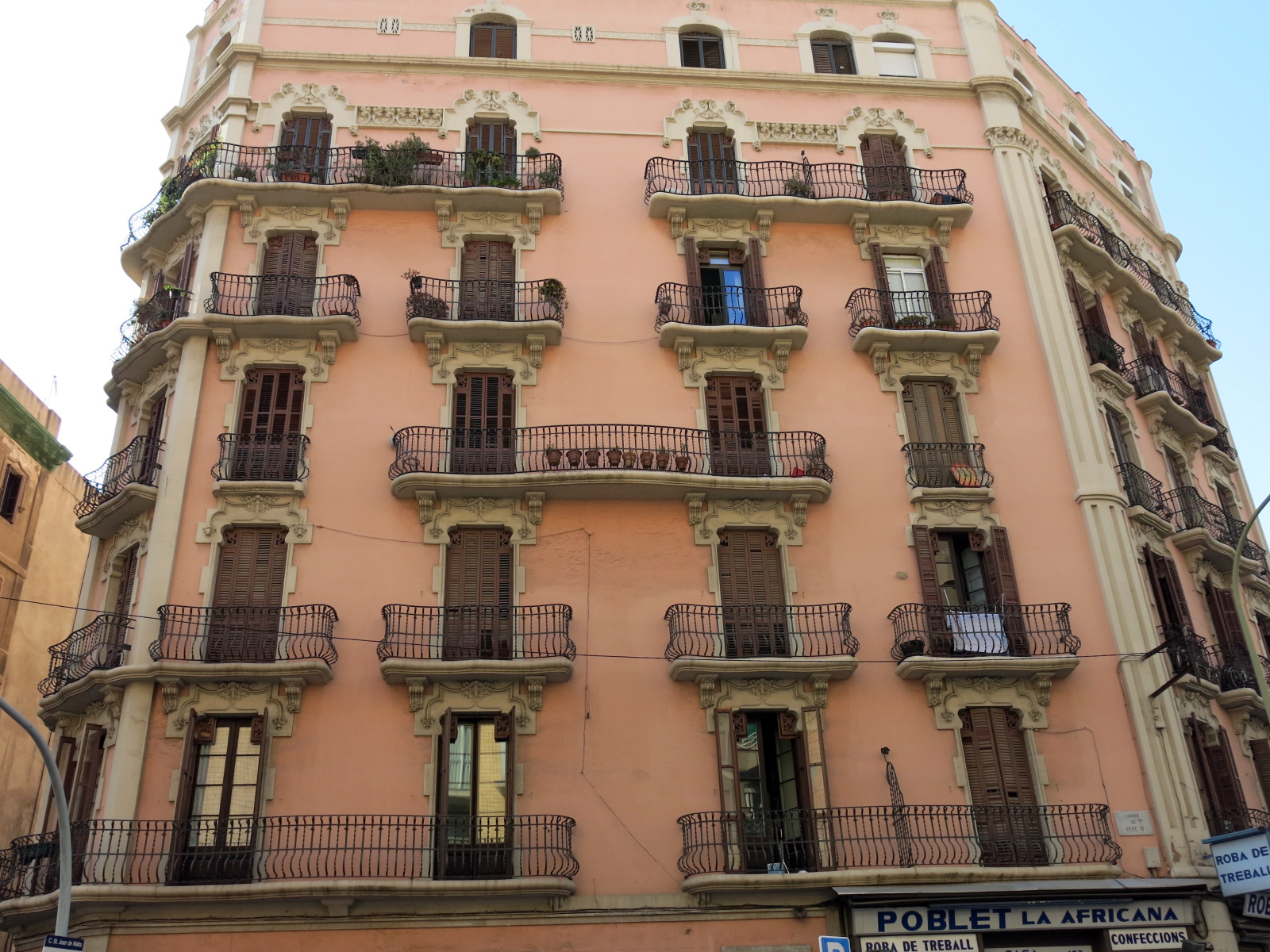
Edifici a Pere IV - Sant Joan de Malta - Castella

El Carrer de Pere IV és un eix viari de més de tres km de llarg, que travessa en diagonal el Barri de Poblenou de Barcelona, des de l'Eixample, a la cruïlla del carrer de Zamora, fins a la Rambla de Prim, gairebé al límit de Sant Adrià de Besòs. Al llarg del carrer es barregen edificis d'habitatges amb tallers, magatzems, naus industrials i comerços.

## Història
Amb 250 anys d'històrial, el carrer de Pere IV fou projectat com a carretera de Mataró pels enginyers militars l'any 1763, seguint el traçat del vell camí ral, i ha estat durant molt temps la via d'entrada i sortida de Barcelona cap a Girona i França.
A la segona meitat del segle xix van emplaçar-s'hi les fàbriques a bon ritme i a principis del segle XX era la principal arteria industrial de la ciutat. Prop del centre de Poblenou, la seva fesomia canviava per convertir-se en un carrer comercial i de representació social, on se situaven les seus de diverses entitats cooperatives i recreatives.
Fins a la construcció de la Gran Via va fer de carretera i fins a l'obertura recent de molts carrers tallats de l'Eixample ha estat un eix fonamental del Poblenou. A Pere IV s'han expressat tant la vida quotidiana d'un gran barri de tradició obrera com els episodis de conflicte social i polític al llarg del segle xx.
Les transformacions posteriors en la ciutat i en la indústria i el planejament urbanístic van fer obsoleta la presència de moltes d'aquestes activitats i des de mitjan dècada de 1960 els seus edificis van anar desapareixent. Unes dècades després, quan ja els fums i la duresa del món fabril quedaven enrere, la intensitat de la transformació urbana va propiciar una nova sensibilitat envers el llegat industrial, considerat ara com un patrimoni valuós que des de la ciutadania i el món acadèmic es reivindicava en l'aposta per una transformació urbana arrelada al Poblenou.
L'obertura de la Diagonal a l'alba del segle XXI va marcar, per contrast, una intensificació notable de l'interès social pel patrimoni industrial i va contribuir, a posar en relleu el potencial formal i funcional del carrer de Pere IV com una via principal en la història fabril i obrera de Barcelona i com a eix troncal en la cerca de noves maneres per articular transformació urbanística, ambiental, econòmica, social i cultural.
El nom actual el va rebre el 1907, en honor a Pere IV de Catalunya, el conestable de Portugal. Fins aleshores havia estat conegut com a carretera de Mataró.

## Recorregut
Fruit de la seva dedicació a la indústria, el transport i el comerç des de mitjan segle xix i com a resultat de la seva mutació profunda en les dècades més recents, el Carrer de Pere IV mostra una gamma variada de funcions urbanes, així com d'espais actualment infrautilitzats.
El Carrer Pere IV presenta una fesomia molt recognoscible, però de formes i ritmes complexos, fruit de la superposició dels processos que al llarg del temps hi han deixat la seva empremta. De la relació entre tots els elements se'n desprèn una morfologia característica, forjada per la interacció de fàbriques, magatzems i habitatges intercalats, que canvia de caràcter vora el centre del Poblenou. Pere IV és un eix amb un potencial notable en l'articulació formal i funcional entre el “vell Poblenou” i el “nou Poblenou”, com a contrapunt de la novetat en l'edificació als carrers oberts recentment vora seu. Les imatges mostren el carrer pel costat de mar.
- Tram inicial: En el punt de partida, prop de la via del tren, el paisatge de Pere IV està modulat per una barreja entre petits tallers, habitatges i edificis industrials i magatzems, reconvertits en alguns casos en locals d'oci. Els passatges d'Iglésias i de Trullàs palesen la morfologia primigènia de la urbanització d'aquest sector de la ciutat, amb un parcel·lari estructurat per l'eix de la carretera de Mataró o Pere IV.[2]

- Tram central: La part central de Pere IV, des del Carrer de Badajoz, on es troba la Casa Antònia Serra i fins al carrer de Marià Aguiló (els “Quatre Cantons”), esdevé una mena de carrer gran del Poblenou. Abunden el comerç i els edificis d'habitatges, la majoria dels quals es van construir en el primer terç del segle xx. També es troben aquí algunes seus d'entitats socials i recreatives que van ser escenari de l'oci de les classes populars, com el desaparegut Ateneu Colón, fundat l'any 1889, i l'antiga Cooperativa Pau i Justícia, fundada el 1895, que ara acull la Sala Beckett.[2]

- Encreuament amb Diagonal: La confluència amb l'Avinguda Diagonal i el Parc del Centre del Poblenou és la zona que ha experimentat un transformació més intensa en els últims anys, amb els enderrocs per obrir, a principis del segle xxi, l'avinguda i l'espai obert previstos des de feia cent cinquanta anys pel pla Cerdà. La divisió actual en dues parts de Pere IV per la Diagonal i el Parc Central ha marcat una ràpida diferenciació en la vida urbana entre una banda i l'altra.[2] A la cruïlla amb el carrer Espronceda hi ha l'antiga masia de Ca l'Agustí.

- Tram final: Més enllà del Carrer de Bac de Roda, Pere IV pren un aspecte creixent de carretera, amb conjunts fabrils d'èpoques diverses, com són els de Lucena (Ca l’Alier) i La Escocesa, o com Semillas Fitó i Colores Hispania, fins a arribar a l'imponent recinte de Ca l'Illa. En aquest tram destaca la singularitat de l'entorn de la plaça amb l'església neogòtica del Sagrat Cor, obra d'Enric Sagnier, al davant de les cases de L'Escocesa.[2]